# Johann Absolon
Joseph Johann Absolon (* 18. Juli 1747 in Auscha, Leitmeritzer Kreis, Böhmen; † 12. Oktoberjul. / 24. Oktober 1810greg. oder 25. Märzjul. / 6. April 1816greg. in Sankt Petersburg) war ein böhmischer Musiker.

## Leben
Johann Absolon besuchte die Schulen in Prag und zeichnete sich im Chor der Kreuzherrenkirche durch seine Diskantstimme (siehe Sopran) aus.
Nach dem Stimmbruch erlernte er das Geigenspiel und wurde 1777 (andere Quellen 1795 oder 1796) als Erster Violinist an die russisch-kaiserliche Hofkammerkapelle (siehe Staatliche Akademische Kapelle St. Petersburg) in Sankt Petersburg berufen; er wirkte dort bis 1797. Ab etwa 1785 war er auch als Geigenlehrer an der Hoftheaterschule in Sankt Petersburg tätig. Er schrieb Kirchenkompositionen und ein Offertorium in Strahov.
Teile seiner Werke befinden sich in den Archiven im Nationalmuseum Prag.

## Werke (Auswahl)
- Alma redemptoris mater und Salve regina für Altsolo, zwei Violinen, Oboe und Basso continuo, Prag, 1781 RISM ID: 550266558